# Căianu Mic, Bistrița-Năsăud
Căianu Mic este satul de reședință al comunei cu același nume din județul Bistrița-Năsăud, Transilvania, România.

## Așezare
Localitatea este specifică zonei Someșului și Lăpușului și se găsește la 17 km de Beclean, 26 km de Dej, 83 km de Cluj Napoca, 53 km de Bistrița-Năsăud, pe șoseaua E58, între Dej și Beclean, în mijlocul localității Uriu, exista o “așchie de drum” care te ajută să răzbești până sub culmile Țibleșului însoțindu-te tot timpul o “vâna de ape”, care nu este alta decât Valea Ilișuii, Valea Satului, caselor, cum se mai numea, afluent al Someșului Mare. La 10 km de Uriu este așezat satul Căianu Mic.

## Hidrografie
Apele fac parte din bazinul hidrografic al Someșului Mare, cea mai importantă fiind Valea Ilișua cu afluenții săi Dobricelul și Digșorul. Exista și un lac cu apa dulce numit “lacul Cetățele” care are o lungime de 102 m și o lățime maxima de 60 m, în jurul originii lui țesându-se numeroase legende ca și dealtfel asupra tuturor lacurilor din Romania. A fost numit “Tăul Cetățele” datorită existenței unui turn de pază roman, a unui drum (Drumul Străjii) care făcea parte din sistemul de pază al minelor de sare romane din zona Căianului și Săsarmului.

## Relief
Valea Ilișua este străjuită de dealuri care se înalță până la 500 m, care înainte au fost împădurite. Relieful comunei este în general deluros, cu dealuri cuprinse în general între 350 - 400 m altitudine maximă și 275 m altitudine minimă, ocupând 90% din suprafața totală a comunei. Geologic, aceste dealuri sunt formate din tufuri vulcanice de Dej, mai ales cele din dreapta Văii Ilișua și a satului Căianu Mic, iar cele din stânga văii fiind “formate din marne și argile străpunse de sâmburi de sare”. Fiind un relief deluros, solurile specifice sunt cele brune în zona deluroasă și aluvionare în lunca, prielnice creșterii animalelor și plantațiilor de pomi și viță de vie.
Dintre localitățile Văii Ilișua se distinge satul Căianu Mic, așezat pe malul drept al văii, pe patru terase, fiind cel mai reprezentativ din acest “coridor” de 33 km.
Căianu Mic este despărțit de Căianu Mare prin Valea Ilișua, dar privite de pe culmile dealurilor apar ca o singura așezare, atât de mica este distanta care le separa. Dealurile care înconjoară cele doua localități închid între ele o mica depresiune formând în jurul ei ziduri naturale de apărare, aidoma zidurilor unor cetăți, fiind un “Ardeal mai mic”, atât de mult asemănându-se cu Ardealul descris de Nicolae Bălcescu.

## Istoric
Localitatea Căianu Mic este atestată documentar din anul 1456, de altfel ca și celelalte sate din raza comunei, dar istoria acestor localități se pierde în negura vremii. Există urme de locuire încă din neolitic după cum se poate vedea în muzeul școlii, unde sunt expuse topoare de piatră. Continuitatea locuirii zonei este dovedită de uneltele din epoca bronzului și a fierului, din zonele: Poduri, Calea Onii, Turcele, Bracila, Valea Pietrei, Coasta Hrbelor, unde s-au găsit și numeroase urne funerare din epoca bronzului.
Epoca romana este bine conturată prin existența turnurilor de pază de la Negrilești, Ciceu–Poieni, Dobricel, Spermezeu, Mocod, Orheiul Bistriței, precum și existența până astăzi a castrului roman de la Ilișua, numit Cersie; de asemenea, existența numelor de : Pugna, Liveria, Vidican, Boca, Ciui etc.
Feudalismul timpuriu este reprezentat între sec.V-XII de numeroasele morminte de incinerație românească, existente în vechile vetre neolitice, ale bronzului și fierului, dar și în alte locuri cum ar fi Carpeni, Crucea Ulitelor, Poduri etc.
Pe parcursul dezvoltării feudalismului se conturează mai multe familii nobiliare românești care au contribuit la luptele împotriva tătarilor, iar în anul 1540 Ștefan Mailat îi răsplătește pentru vitejia lor cu minele de sare de la Știubei, Slatini, Hotropi, După Deal etc. Dintre aceste familii amintim :Taut Mihai, Bilt, Caian , Manu (de la care avem un blazon nobiliar), Vidican, Moldovan, Vlad, Chindriș, Lup, Pugna, familii care trăiau în zona Cetate.
Numele de Căian este amintit din 1456 când regele Ungariei Ladislau al V-lea îl deposedează de satele Căianu Mic, Căianu Mare, Dobric și Spermezeu pe Ion din Herina pentru necredință și dăruiește aceste sate lui Ioan și Nicolaie Farcaș, fiii lui Toma Farcaș.
Documentele care vorbesc despre Căian continuă, astfel este amintit în 1485 Kiss Kaioni ;1577-1607 Kis Caion - 16117, 1733, 17508, 1760 - 17629, 1808 – Kayanumike, 1850, 1877 - Kayanu Mik, 1900 - 1921, 1976 și pana în zilele noastre sub numele de Căianu Mic.
Referitor la etimologia cuvântului Căian părerile lingviștilor sunt împărțite, unii susțin originea slava, alții sud-bulgară, alții peceneagă sau cumană. Prima mențiune a numelui de Căian apare în descrierile lui Constantin Profilogenetum “Caianus”, în limba bulgară se întâlnește sub forma de Kaian, Caganus (latinizat), Caianos (grecizat) sau formele simplificate “Kan”, “Chan”. Dacă proveniența numelui ar fi de origine bulgară, etimologia s-ar fi dezvoltat astfel: Haian, Kachan, Kan - Caian.
În cronicile medievale: “Gesta Hungarorum”, “Chronicum Pictum Vindobonense”, sunt amintite două personaje cu aceste nume: Kean sau Kaian, conducători ai bulgarilor, care i-au așezat pe bulgari și pe slavi între Dunăre și Tisa cu mult înainte de venirea ungurilor și un Kean sau Kaien peceneg din Moldova, care s-a aliat cu Gila-Iula, voivodul Transilvaniei, împotriva lui Ștefan, regele Ungariei. Urmașii acestui Caian au stăpânit moșii pe Someș și au fost încadrați în rândul feudalității maghiare. Exista de asemenea o localitate cu numele Caian- Vama între Gherla și Cluj, cu o deviere în stânga, la 17 km de șoseaua naționala și ar fi util a cunoaște istoria acelei localități. 
Sunt prezente unele toponime ca: Drumul lui Caian lângă comuna Chinteni, existând posibilitatea unei prosperități a familiei în zona Clujului, iar după pârjolul tătăresc de la 1241, o parte a familiei să fi ajuns în Comitatul Solnoc-Dabâca.
Cu nume de familie apare în 1618, în registrul de evidente a nobililor din Căianu Mic, întocmit de Sigismund Haler, o posibilitate fiind ca numele sa provină de la acestă familie.
Există o varianta slavă a numelui “Calu, Calen”, care înseamnă “noroi” sau “noroios”, dar în toată zona Căianului nu există decât două denumiri toponimice slave: Prihodiste și Zapodine, celelalte sunt de origine latină și românească.        
Denumirea de “mic” este dat de populația așezării vecine Căianu Mare, lucru plauzibil din moment ce toți locuitorii erau iobagi în Căianu Mare, având mai mulți copii, populația fiind mai mare la început.
În urma intervievării unui bătrân de 92 de ani, acesta spunea că la început în Căianu Mare erau 43 de case, iar în Căianul Mic erau 41 de case, de aceea se diferențiază în nume. De obicei locuitorii din orașele târguri și vecinii îi numesc căinari fără să facă diferența între sate. Locuitorii din Căianul Mare le spun celor din Căianu Mic “căinești”, lor își spun “căinari”, iar locuitorii din Căianu Mic le spun “căinarii mari”.
Oricare ar fi proveniența numelui, aceste meleaguri au fost locuite de români, alături de care s-au așezat locuitori puțini de origine maghiară, armeană, evreiască, populația comunei fiind astăzi pur românească.
Anul 1848 găsește locuitorii Căianului împotrivindu-se administrației austro-ungare, care este alungată de către « tineretul studios » sub conducerea preotului Moldovan Iosif de pe toată Valea Ilișua, iar după intervenția « Honvenzilor » de la Uriu este restabilita administrația.
Pâraiele : Valea Iancului și Valea Netului sunt doua denumiri hidrografice care amintesc de trecerea lui Avram Iancu după această răsmeriță prin aceste locuri, mărturie fiind mai mulți bătrâni dar și lucrarea lui J.Kadar « Monografia Comitatului Someș-Dabâca, Dej 1903.
Căianu își va aduce jerfa sa de sânge în primul război mondial, unde au căzut peste 50 de tineri, iar prin Garda Națională condusă de sublocotenentul George Man în fruntea cetățenilor comunei va contribui la alungarea stăpânirii maghiare de pe Valea Ilișua. Același sublocotenent George Manu se va găsi și printre cei 1 228 de delegați care au semnat actul Unirii de la Alba Iulia.
Făurirea României Mari, reforma agrară din 1922 au dus la prosperitatea populației care pe lângă agricultură a inventat ocupații noi pentru a-și extinde proprietatea funciară, « luând-o pe dinaintea satelor vecine » după cum arăta revista "Sociologie Românească" condusă de Dumitrie Gusti.
Perioada celui de-al doilea război mondial, anul ocupației hortiste, a frânat dezvoltarea socio-economica a comunei, a dus la secerarea multor vieți omenești, la sărăcirea populației, iar după război locuitorii cumpără pământ în satele vecine extinzându-se pe toate locurile prielnice agriculturii până aproape de Dej.
Perioada comunistă a dus la părăsirea satului de către o buna parte a populației, creându-se un excedent de forță de muncă prin colectivizare. Dacă nu ar fi existat migrația sat-oraș și Banat populația Căianului Mic ar fi astăzi de 10.000 de locuitori.
Astăzi circa 600 de persoane din populația activă sunt plecate la munca în alte țări, aceasta reprezentând un alt mod de a prospera economic.

## Personalități
- Ioan Căianu (în maghiară Kájoni János, latinizat Johannes Caioni) (n. 8 martie 1629, Căianu Mic - d. 25 aprilie 1687, Lăzarea), muzician, folclorist, constructor și reparator de orgi, umanist, "o adevărată minune a epocii sale", renascentist și precursor al iluminismului în Transilvania.
- Gheorghe Vidican
- Gheorghe Silaș